# Teterévino
Teterévino - Тетеревино (rus) - és un poble de l'óblast de Bélgorod, a Rússia. El 2010 tenia 328 habitants. Pertany al districte (raion) de Prókhorovka.